# 이토오카 토미코
이토오카 토미코(糸岡富子, 1908년 5월 23일~2024년 12월 29일)는 일본의 슈퍼센티네리언으로, 2024년 8월 19일 스페인의 마리아 브란야스 사망 이후 세계 최장수인으로 기록되었다. 그 이전에는 다쓰미 후사가 2023년 12월 12일 사망한 이후로 일본 최고령자가 되었다. 2024년 12월 29일 116세 나이로 노환으로 사망하였다. 
| 이전 마리아 브라냐스 모레라 | 세계최고령자 2024년 8월 19일~2024년 12월 29일 | 이후 이나 카나바로 루카스 |

| 이전 다쓰미 후사 | 일본최고령자 2023년 12월 12일~2024년 12월 29일 | 이후 하야시 오카기 |

## 같이 보기
- 최장수인